# Goltsteinkuppe
Die Goltsteinkuppe ist eine durch den Abbau von Braunkohle entstandene rekultivierte Abraumhalde, die beim Ortsteil Lucherberg der Gemeinde Inden im Kreis Düren liegt. Sie ist die höchste Erhebung der Gemeinde. Auf ihr steht der 36 Meter hohe Indemann. Nördlich schließt sich der Tagebau Inden an.
Im Jahre 1819 wurde Braunkohle auf dem Rittergut des Freiherrn von Goltstein in Lucherberg bei Inden zwischen Jülich und Eschweiler gefunden. 1826 nahm die „Goltstein-Grube“ unter der BIAG Zukunft den Betrieb mit einer Jahresproduktion von 100.000 bis 150.000 Klütten auf. Die Stilllegung erfolgte 1869.

## Fotos

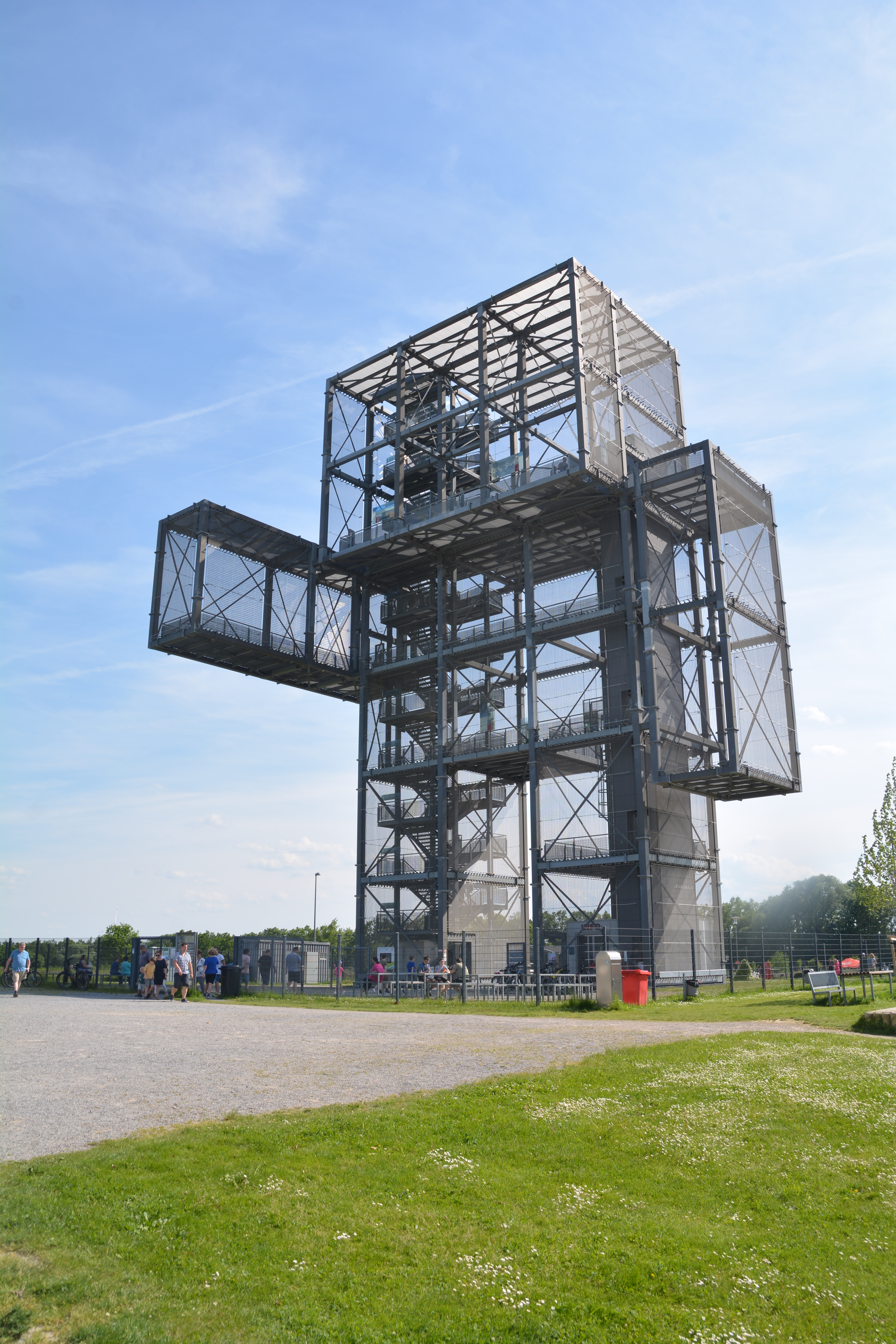
Indemann auf der Goltsteinkuppe
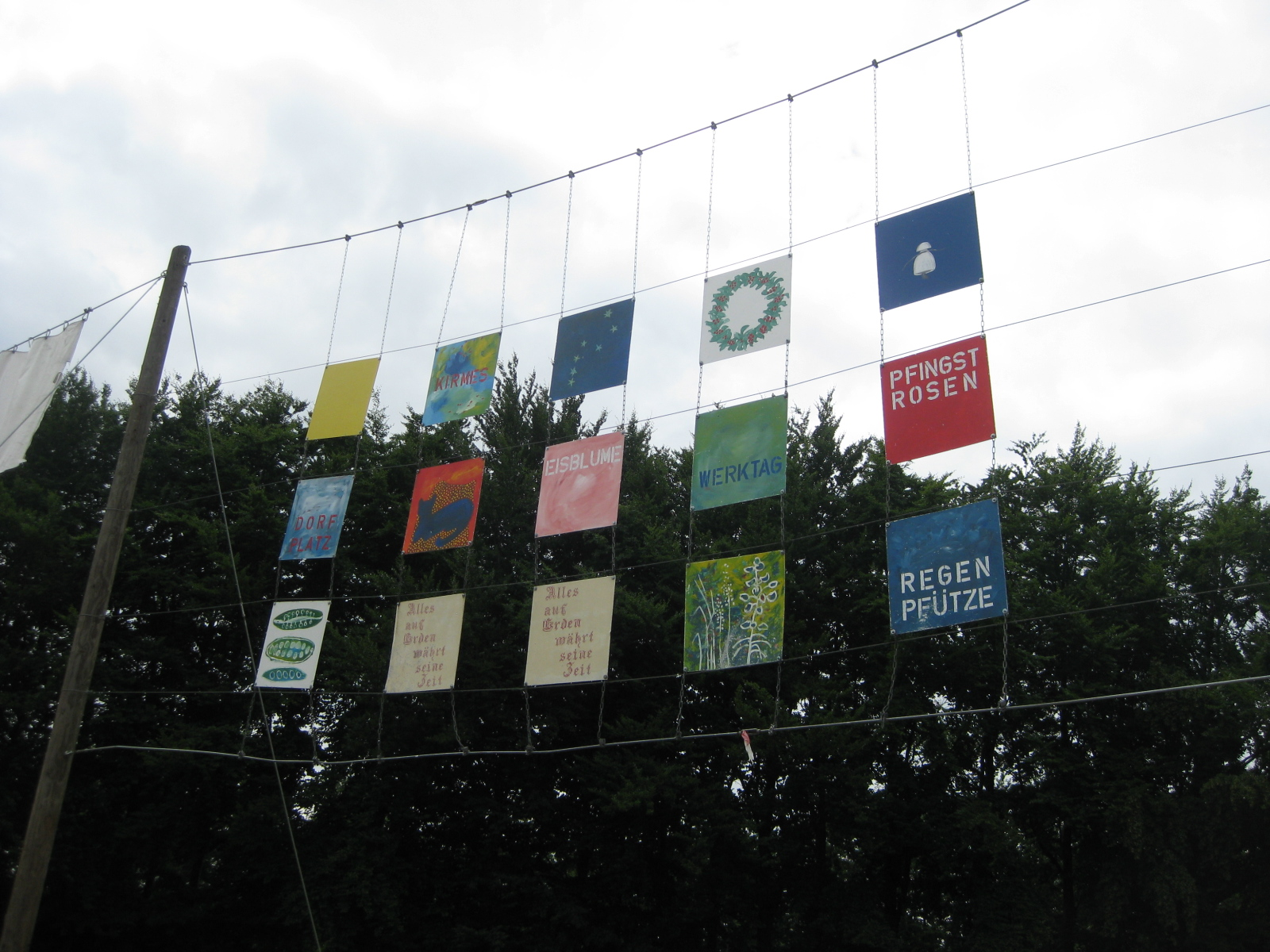
Kunstobjekt im Rahmen von Indeland

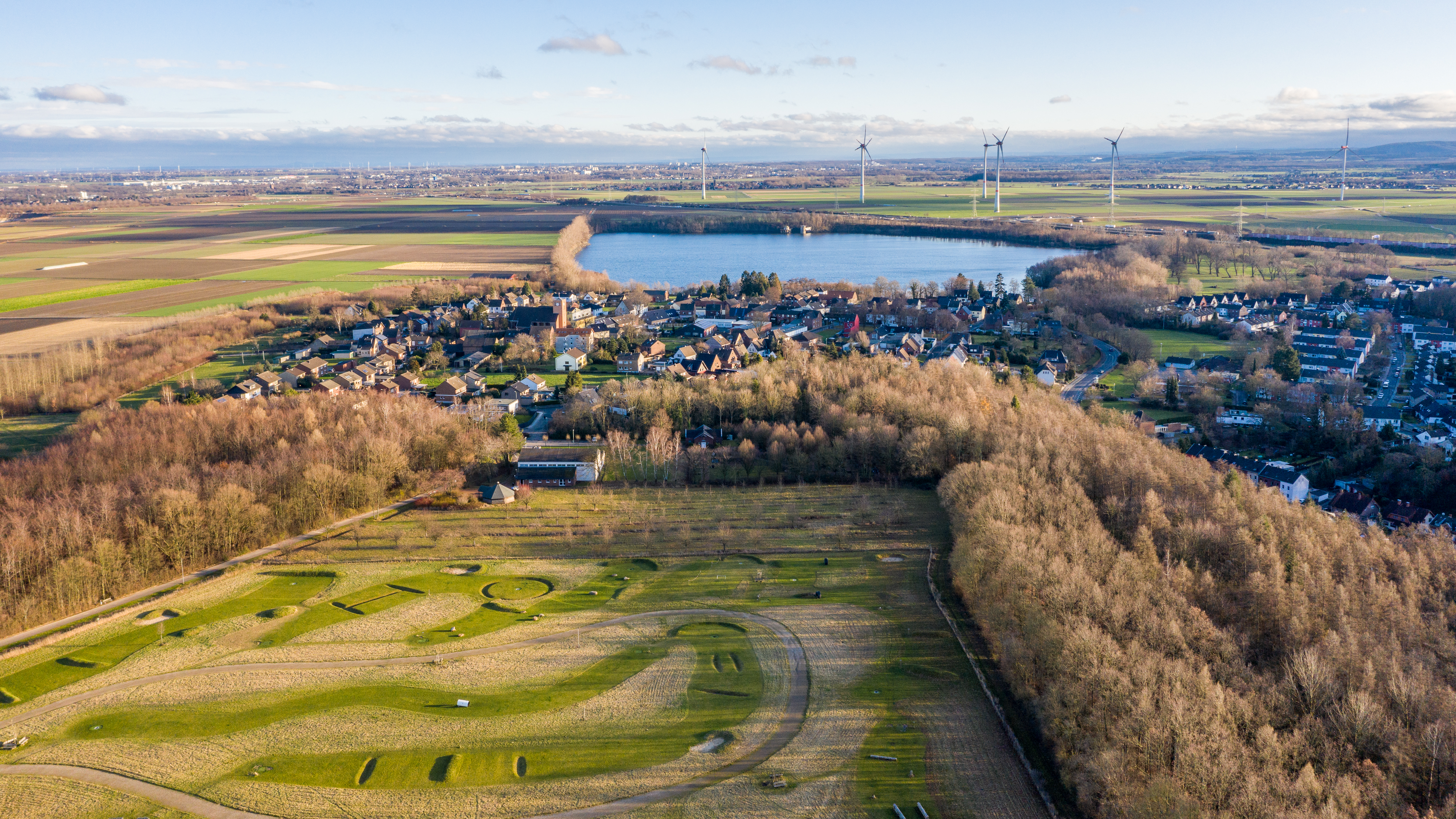
Blick auf den östlichen Teil des Plateaus mit dem Lucherberger See und Lucherberg
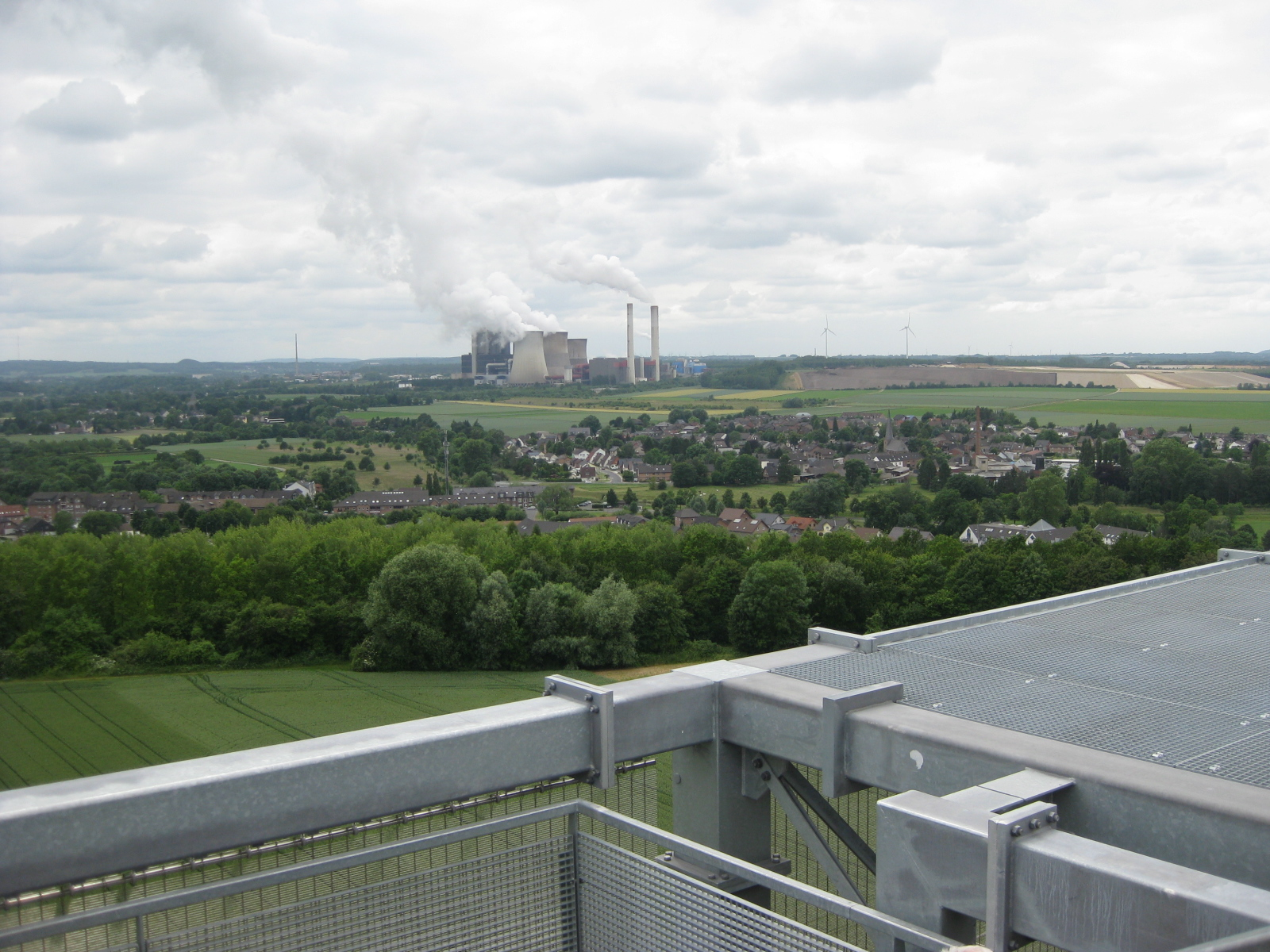
Blick auf Inden/Altdorf, Lamersdorf und das Kraftwerk Weisweiler